# جمهوری کریمه
جمهوری کریمه (به روسی: Республика Крым) نام یک جمهوری تازه تأسیس در شبه جزیره کریمه است که در طی یک همه‌پرسی در ماه مارس ۲۰۱۴ و با تصویب پارلمان کریمه، به شکل یک واحد فدرال، به روسیه الحاق شد.

## موقعیت جغرافیایی
شبه جزیره کریمه در جنوب غربی روسیه، جنوب اوکراین و شمال دریای سیاه واقع شده است.